# Gnamptogenys bruchi
Gnamptogenys bruchi é uma espécie de formiga do gênero Gnamptogenys.